# 156751 Chelseaferrell
156751 Chelseaferrell este o planetă minoră (asteroid) din centura de asteroizi. A fost descoperită pe 4 decembrie 2002 la Observatorul Național Kitt Peak de Marc Buie⁠(d). 
Obiectul prezintă o orbită caracterizată de o semiaxă mare de 2,2596970632048 UAi, o excentricitate de 0,07, o înclinație de 7,9 ° în raport cu ecliptica.